# Omnisport Apeldoorn
Omnisport Apeldoorn è un velodromo e arena coperta multifunzione ad Apeldoorn, nella provincia di Gheldria (Paesi Bassi).

## Storia
Progettata da FaulknerBrowns Architects, i lavori sono iniziati nel 2006 ed è stato inaugurato nel 2008. È composto da due spazi principali: il velodromo con anello di 250 m e pista di atletica leggera con anello di 200 m, di 2618 m² e capienza di 5 000 spettatori; e la sala della pallavolo di 1802 m² e capienza di 2 000 spettatori.
Il complesso è gestito da Libéma dal 2012. Oltre a ospitare competizioni sportive, Omnisport può essere  utilizzato per eventi aziendali come fiere, congressi e riunioni, e vari eventi pubblici come concerti di musica. Nel 2013 di fianco al palazzetto è stato aggiunto il centro commerciale De Voorwaarts. All'esterno di Omnisport c'è una pista di pattinaggio a rotelle che nelle settimane invernali può essere utilizzata come pista di pattinaggio su ghiaccio. Nel 2014-15 la pista del velodromo risultava usurata e, dopo i lavori di rifacimento costati quasi un milione di Euro, nuovamente inaugurata il 5 settembre 2016.
Omnisport Apeldoorn, dall'ottobre del 2007, prima dell'inaugurazione, è sede della squadra di pallavolo maschile Sportvereniging Dynamo; sino al 2014 è stato utilizzato come palestra dall'istituto scolastico ROC Aventus.

## Competizioni sportive
Omnisport Apeldoorn ha ottenuto la qualifica "A" da parte del Comitato Olimpico dei Paesi Bassi, per cui può ospitare competizioni internazionali di pallavolo, atletica leggera indoor e tennis.
- Campionati del mondo di ciclismo su pista 2011
- Campionati europei di ciclismo su pista 2011
- Campionati europei di ciclismo su pista 2013
- Campionati del mondo di paraciclismo su pista 2015
- Girone A del Campionato europeo femminile di pallavolo 2015
- Partenza della prima tappa a cronometro del Giro d'Italia 2016
- Campionati del mondo di ciclismo su pista 2018
- Ottavi e quarti di finale del Campionato europeo maschile di pallavolo 2019
- Campionati europei di ciclismo su pista 2019
- Campionato mondiale femminile di pallavolo 2022
- Campionati europei di atletica leggera indoor 2025